# 中先代之亂
中先代之乱发生于1335年（建武2年）7月，是镰仓幕府执权北條高時的遗孤北条时行，在御内人诹访赖重的拥立下，为了再兴镰仓幕府而发动的叛乱。因为当时镰仓被视为武家政权的正统根据地而叛军曾一度占领镰仓，因此也被视为一个政权。从时间上，处于先代北条氏政权和后代足利氏政权之间，所以被称为“中先代”。叛军对镰仓的占领仅20余日，所以又被称为“廿日先代”。

## 经过
镰仓幕府灭亡后，按照建武新政的安排，在镰仓设置镰仓将军府，由后醍醐天皇的皇子成良亲王担任将军，足利尊氏的弟弟足利直义为执权辅佐亲王。由于建武政权没有得到武家的拥护，北条一族的残党在各地蜂起，卷土重来。由北条氏担任守护的信浓国也是其中之一。在千曲川（信浓川）周边多有叛乱，但被足利方任命的守护小笠原贞宗镇压。
1335年（建武2年）6月，在镰仓时代担任关东申次，与北条氏联系密切的公家西园寺公宗包庇藏身于京都的北条高时之弟北条泰家（时兴），企图拥立持明院统的后伏见法皇，颠覆建武政权。但是计划败露，公宗等人因为企图暗杀后醍醐天皇而被处决，而北条泰家逃脱，呼吁各地的北条残党举兵叛乱。
潜伏在信浓国的北条时行在御内人诹访赖重和滋野氏的拥立下举兵（『梅松論』）。在北陆，北条一族的名越时兼也呼应时行举兵。时行一方的保科弥三郎（保科氏）和四宮左卫门太郎在青沼合战中袭击了信浓守护小笠原贞宗。与此同时诹访氏・滋野氏进攻了信浓国衙并将其烧毁。建武政权任命的公家的国司（清原真人某）自杀（『太平記』）。
另一方面，京都建武政权似乎一开始并没有掌握叛军拥立北条时行这一情报，以为叛军会沿着木曾路穿过尾张国最终进攻京东（『梅松論』）因此没有及时与镰仓将军府取得联络，导致了后来的镰仓陷落。
北条时行军趁势进入武藏国，攻向镰仓。7月20日在女影原（埼玉县日高市）击败涉川义季和岩松经家率领的镰仓将军府军，在小手指原（埼玉县所泽市）击败今川範满军，在武藏府中击败前来救援的下野国守护小山秀朝军，足利方武将全部战死或者自尽。接着在井手泽（东京都町田市）击败了从镰仓赶来迎击时行军的足利直义。直义带着尊氏幼子足利义诠和后醍醐天皇皇子成良亲王等人逃离了镰仓。之前在建武政权中倒台的前征夷大将军，后醍醐天皇皇子护良亲王此时正被软禁在镰仓。为了防止北条时行拥立护良亲王为将军再建一个与建武政权唱对台戏的镰仓幕府，7月23日，直义在镰仓陷落之前派家臣渊边义博杀害了亲王。24日镰仓将军府的最后一支抵抗力量佐竹义直（佐竹义贞之子）在鹤见（神奈川县横浜市鹤见区）战死。25日时行进入了镰仓并开始对镰仓的占领，更在骏河国手越河原追上并击破了逃走的足利直义部队。直义8月2日败退到三河国矢作构建据点，把成良亲王送回京都并向建武政权报告了叛乱。
得知北条时行的叛乱以后，足利尊氏向后醍醐天皇请求讨伐时行的许可，以及建立武家政权所必须的总追捕使和征夷大将军的役职，但被后醍醐天皇拒绝。8月2日尊氏在未得到勅状的情况下出阵，后醍醐天皇追授其征东将军的名号。尊氏与直义合流，9日在远江国桥本（静冈县湖西市）与叛军激战；12日在小夜之中山峠，足利方的今川赖国讨取了北条方的名越邦时；14日两军大战于骏河国的清见关和国衙；17日大战于相模国箱根；18日足利方的今川赖国・赖周兄弟战死于相模国相模川。时行方渐渐处于劣势，战线不断后退。19日诹访赖重在相模国辻堂战败后在镰仓胜长寿院自杀，北条时行在占领镰仓20余日后逃出镰仓。
尽管后醍醐天皇没有给予尊氏出阵的许可，然而8月30日还是批准了尊氏奏请小山朝氏补任下野国司兼守护；虽然最终没有赶得上，也对九州的大友贞载发出了请求出战的纶旨，所以至少这一阶段尊氏和天皇之间并没有很大分歧。然而，9月27日起足利尊氏在镰仓无视建武政权要求上洛的命令，擅自对参加镇压中先代之乱的有功将士发放分配恩赏的袖判下文，这就从实质上反叛了建武政权（延元之乱）。
跟随北条时行的武士包括像名越氏这样的北条氏一门，然而大部分还是像诹访赖重一样的御内人。这其中有很多人出身于千叶氏・宇都宮氏・三浦氏等关东有力武家的庶流，换言之从结果来看，叛军中的大多数都是关东武士。与此相对地佐竹氏・小山氏等关东御家人站在了镰仓将军府一边，很多旧幕府吏僚和御内人更是已经出仕将军府，没有支持北条时行，而是跟直义一起逃出了镰仓。正因如此，时行进入镰仓以后无法发出正式的幕府文书，本来应该由御内人发出的得宗家奉行人连署奉书只能以命令的形式发布。另外，出仕建武政权的旧幕府吏僚和御内人中也有和尊氏一同讨伐北条时行的，所以演变成时行和御内人举兵，结果反而同从前的御内人作战的局面。从此再兴镰仓幕府变得完全没有可能，同时支持室町幕府和镰仓府的吏僚阶级也已经开始形成。
时行逃出镰仓以后辗转潜伏于各地，南北朝分裂以后，吉野的南朝免去了时行的朝敌身份。时行因而从属于南朝，在新田氏、北畠显家麾下与足利方作战。据说1352年（正平7年/文和元年）被足利方俘虏，第二年在镰仓处斩。然而、洞院公贤的日记园太历和今川了俊的难太平记都记载时行最后逃脱并下落不明。